# Emily Faithfull

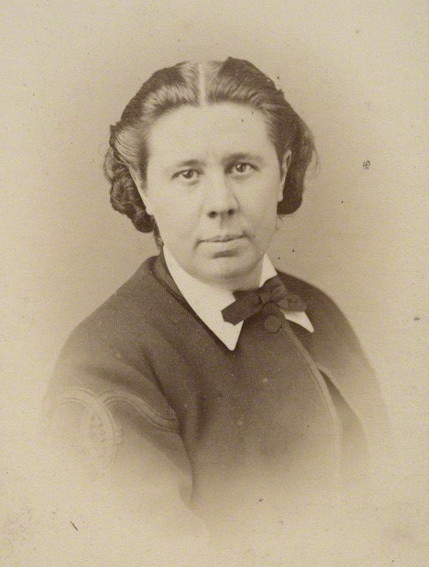
Emily Faithfull um 1860

Emily Faithfull (* 27. Mai 1835 in Headley, Surrey; † 31. Mai 1895 in Manchester) war eine englische Frauenrechtlerin und Verlegerin.

## Leben
Faithfull wurde als das jüngste der acht Kinder von Ferdinand Faithfull, Pfarrer von Headley, und seiner Frau Elizabeth Mary Harrison, 1835 in Headley geboren. Sie hatte vier Schwestern und drei Brüder. Zunächst wurde sie zu Hause unterrichtet, ab ihrem 13. Lebensjahr besuchte sie ein Internat in Kensington, einem Ortsteil von London. Als sie 21 Jahre alt war, wurde sie 1857 vor Gericht gestellt.
Um soziale Reformen zu erreichen, schloss sich Faithfull einer kleinen Gruppe Frauen der Mittelschicht an, der Langham Place Group. Weitere Mitglieder der Gruppe waren Adelaide Procter, Helen Blackburn, Barbara Leigh Smith Bodichon, Bessie Rayner Parkes, Emily Davies, Isa Knox und Jessie Boucherett. Der Name der Gruppe leitete sich aus dem Sitz des Büros ihrer Kampagnenzeitschrift, dem English Woman’s Journal am Langham Place, London, ab. Das Ziel der Gruppe war es, die Situation von Frauen zu verbessern. Sie drängten auf Reformen zum Status von Frauen, auf dem Wahlrecht, Beschäftigungsformen von Frauen und auf bessere Bildungschancen.

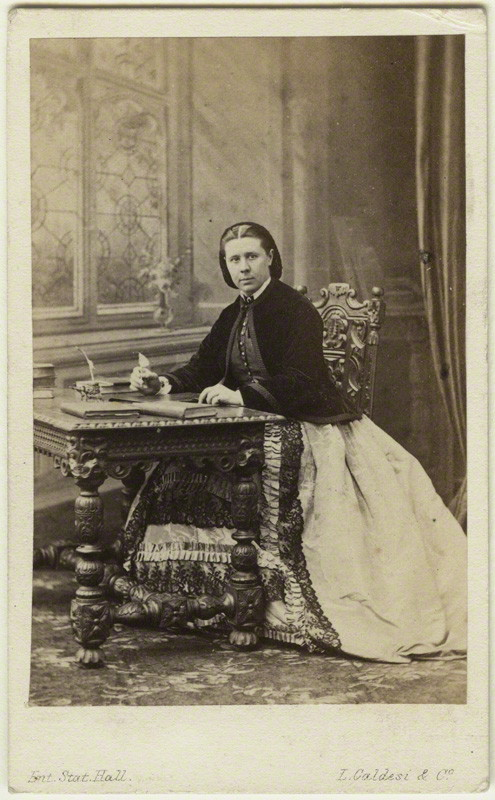
Emily Faithfull um 1860

Es war Emily Faithfull besonders wichtig, die Möglichkeiten für Frauen im viktorianischen Großbritannien, einen Beruf auszuüben, zu verbessern. Ihr Interesse an der Arbeitssituation von Frauen ging auf die Society for Promoting the Employment of Women zurück, deren Sekretärin Faithfull im Jahr 1859 war, sowie ihrer Mitgliedschaft im National Association for the Promotion of Social Science. Durch Bessie Rayner Parkes, die ebenfalls dort Mitglied war, lernte Faithfull den Beruf des Buchdruckers kennen. Sie beauftragten Austin Holyoake, sie mit der Tätigkeit vertraut zu machen und fanden diesen Beruf als für Frauen geeignet. Sie gründete im Jahr 1860 eine Druckerei, die Victoria Press, in der sie Frauen als Buchdruckerinnen beschäftigte und Männer, die einen Teil der Pressearbeit und das schwere Heben übernahmen.
Dabei stieß sie auf die Feindseligkeit der Druckergewerkschaft und die Druckmaschinen wurden sabotiert. Dennoch erlangte ihre Druckerei einen Ruf für gute Druckqualität. Eines der ersten von der Victoria Press veröffentlichten Bücher war The Victoria Regia (1861), herausgegeben von Adelaide Ann Procter. Die Arbeit fand die Zustimmung von Königin Victoria und sie wurde durch königlichen Befehl zum Printer and Publisher in Ordinary to Her Majesty ernannt.
Die Druckerei bestand 20 Jahre und produzierte unter anderem 35 Bände des Victoria Magazine, ein Magazin, welches Emily Faithfull im Jahr 1863 gründete und in dem sie 18 Jahre lang für die Ansprüche von Frauen auf entgeltliche Beschäftigung eintrat. William Wilfred Head wurde 1864 Teilhaber der Victoria Press und übernahm 1865 die Leitung. Er kaufte sie im Jahr 1867 auf, die Übernahme war vermutlich nicht freundlich und er führte sie als Beschäftigungsmöglichkeit für Frauen weiter. Im Jahr 1881 wurde das Eigentum an die Queen Printing and Publishing Company übertragen.
Ihr Ruf nahm im Jahr 1864 Schaden, als sie in die Scheidung des späteren Admirals Henry Codrington und seiner Frau Helen Jane Codrington verwickelt wurde. Helen Codrington wurde von ihrem Ehemann des Ehebruchs mit anderen Männern gerichtlich bezichtigt, sie wehrte sich mit dem Vorwurf, dass er im Oktober 1856 versucht haben soll, Emily Faithfull zu vergewaltigen, während sie Gast in ihrem Haus war. Zunächst stimmte Faithfull zu, im Sinne von Helen Codrington auszusagen, zog sich dann jedoch zurück. Dieses Verfahren schädigte den Ruf von Emily Faithfull nachhaltig. Unter anderem wurde aber auch die These, dass Helen Codrington eine lesbische Beziehung zu Emily Faithfull hätte, verbreitet.
Faithfull veröffentlichte 1868 ihren einzigen Roman Change upon Change, eine tragische Romanze mit einem zugrunde liegenden Thema über die Notwendigkeit, dass Frauen Zugang zu Bildung haben. Auch war sie als Journalistin tätig und schrieb Artikel für das Lady’s Pictorial, die Pall Mall Gazette sowie für das Victoria Magazine. Sie hielt Vorträge in Großbritannien und den Vereinigten Staaten. Als sie am 4. April 1873 in der Steinway Hall in New York City sprach, führte sie aus: „Wahre Ehe ist die Krone und der Ruhm des Lebens einer Frau; aber sie muss auf Liebe beruhen und nicht auf dem Wunsch nach einem Zuhause oder Unterstützung. Während nichts bedauerlicher, erniedrigender und korrumpierender sein kann als die lieblosen Ehen, die in unserer oberen Gesellschaft durch einen sehnsüchtigen Ehrgeiz und die Sehnsucht nach einer guten Lösung zustande gekommen sind. Liebeslose Ehen und ein anderer moralischer Standard für Männer und Frauen sind die Flüche der modernen Gesellschaft.“
Von 1872 bis 1873 reiste sie in die Vereinigten Staaten. Nach einer Tour durch Amerika in den Jahren 1882 bis 1883 veröffentlichte sie ein Buch mit dem Titel „Three Visits to America, containing vivid descriptions of various feminine industries, and life as she found it among the Mormons in Salt Lake City, Colorado, California, &c.“

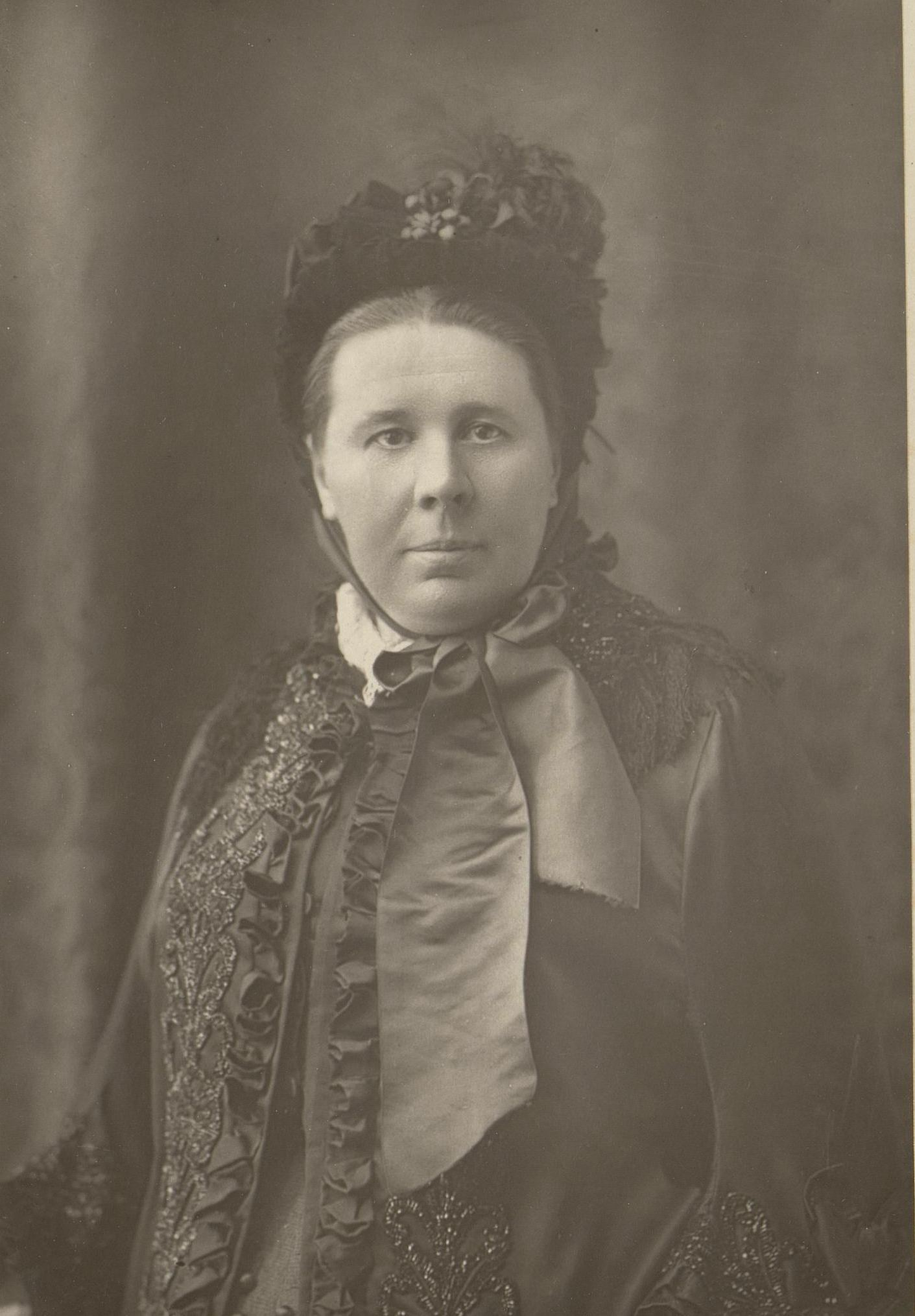
Emily Faithfull

Im Jahr 1875 trat Faithfull der Women’s Trade Union League bei. Sie fungierte als Schatzmeisterin und leitete nach ihrem Umzug nach Manchester die Niederlassung in Manchester der Women’s Emigration Society.
Im Jahr 1886 erhielt Faithfull einen Zuschuss von £ 100 aus dem Royal Bounty Fund und ab 1889 eine jährliche Rente in Höhe von £ 50 „in Anbetracht ihrer Verdienste als Schriftstellerin und Arbeiterin im Namen der Auswanderung, Bildung und Beschäftigung von Frauen“. Im Jahr 1888 wurde ihr ein eingeschriebenes und graviertes Porträt von Königin Victoria in Anerkennung ihrer über dreißigjährigen engagierten Arbeit im Interesse der Frauen überreicht.
Emily Faithfull lebte mit Charlotte Robinson zusammen. Sie bezeichnete Robinson als „geliebte Freundin“ und sprach in einem im März 1894 veröffentlichten Artikel über diese Beziehung als „liebevolle Zärtlichkeit und Fürsorge, die die letzten Jahre meines Lebens zu den glücklichsten gemacht habe, die ich je verbracht habe“.
Emily Faithfull starb am 31. Mai 1895 im Alter von 60 Jahren in Manchester.

## Ehrungen
Neben den Ehrungen, die Emily Faithfull zu Lebzeiten erfahren hatte, widmete Judy Chicago ihr eine Inschrift auf den dreieckigen Bodenfliesen des Heritage Floor ihrer Installation The Dinner Party. Die mit dem Namen Emily Faithfull beschrifteten Porzellanfliesen sind dem Platz mit dem Gedeck für Elizabeth Blackwell zugeordnet.